# DB Baureihe 425
DB Baureihe 425 och 426 är två typer av tyska elmotorvagnar byggda av ett konsortium bestående av Siemens, Bombardier Transportation och DWA. Designmässigt så är BR 425 och BR 426 i princip likadana, men skillnaden är att BR 426 endast består av två vagnar medan BR 425 består av 4 vagnar. De två mellanvagnarna på BR 426 har ett eget littera, BR 435.

## Utformning
Vagnen är av en lättviktdesign med hög effekt, för att få hög acceleration. Den höga accelerationen men relativt låga maxhastigheten gör vagnen optimal för korta och medellånga sträckor med många stopp. Den höga accelerationen kan uppnås genom elmotorerna som är monterade på 8 av tågets 10 hjulaxlar. Elmotorer är även monterade på 2 av tågets 3 Jakobsboggier. Designen är baserad på den tidigare BR 423

## Galleri

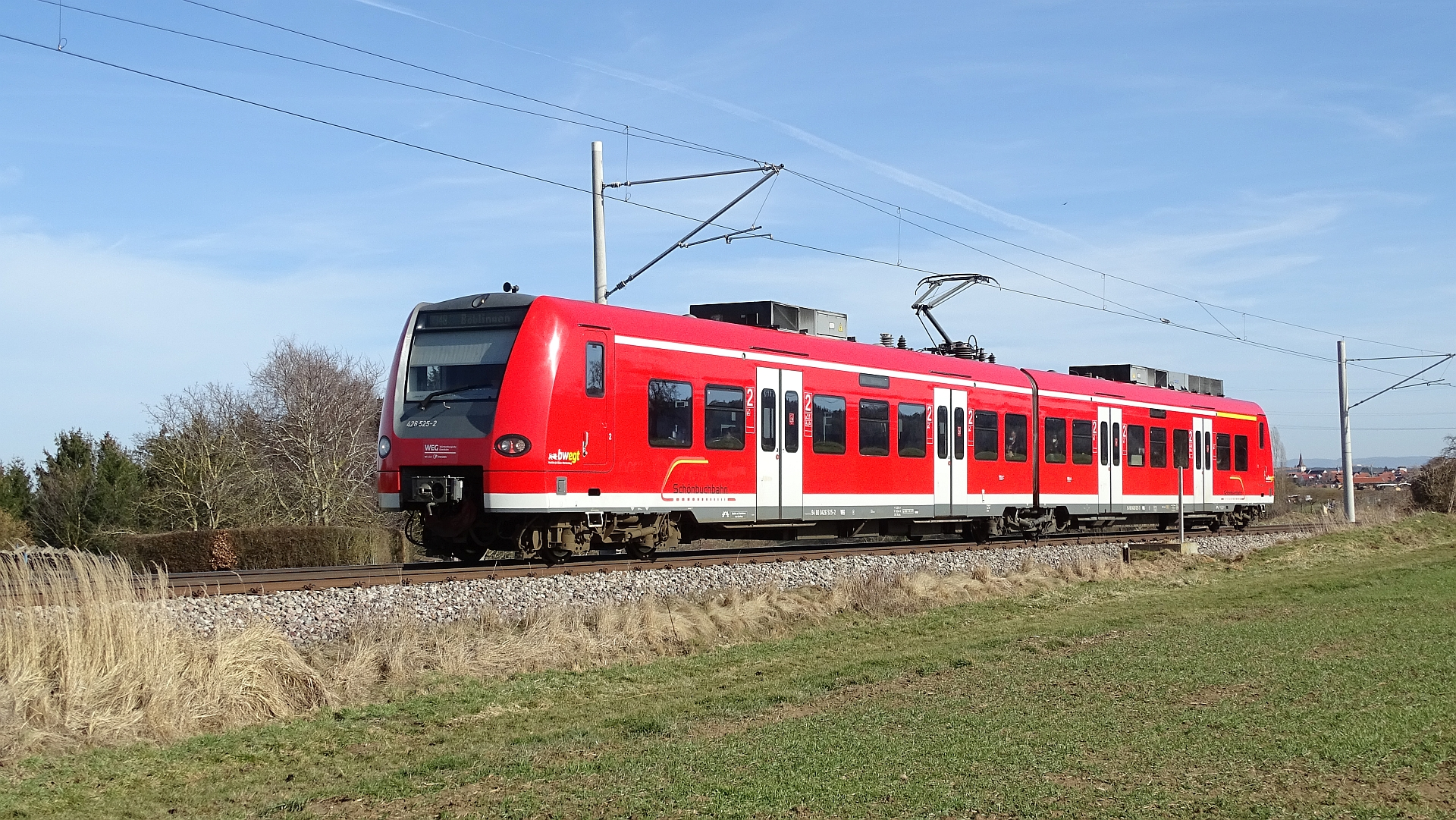
Den kortare tvådelade BR 426
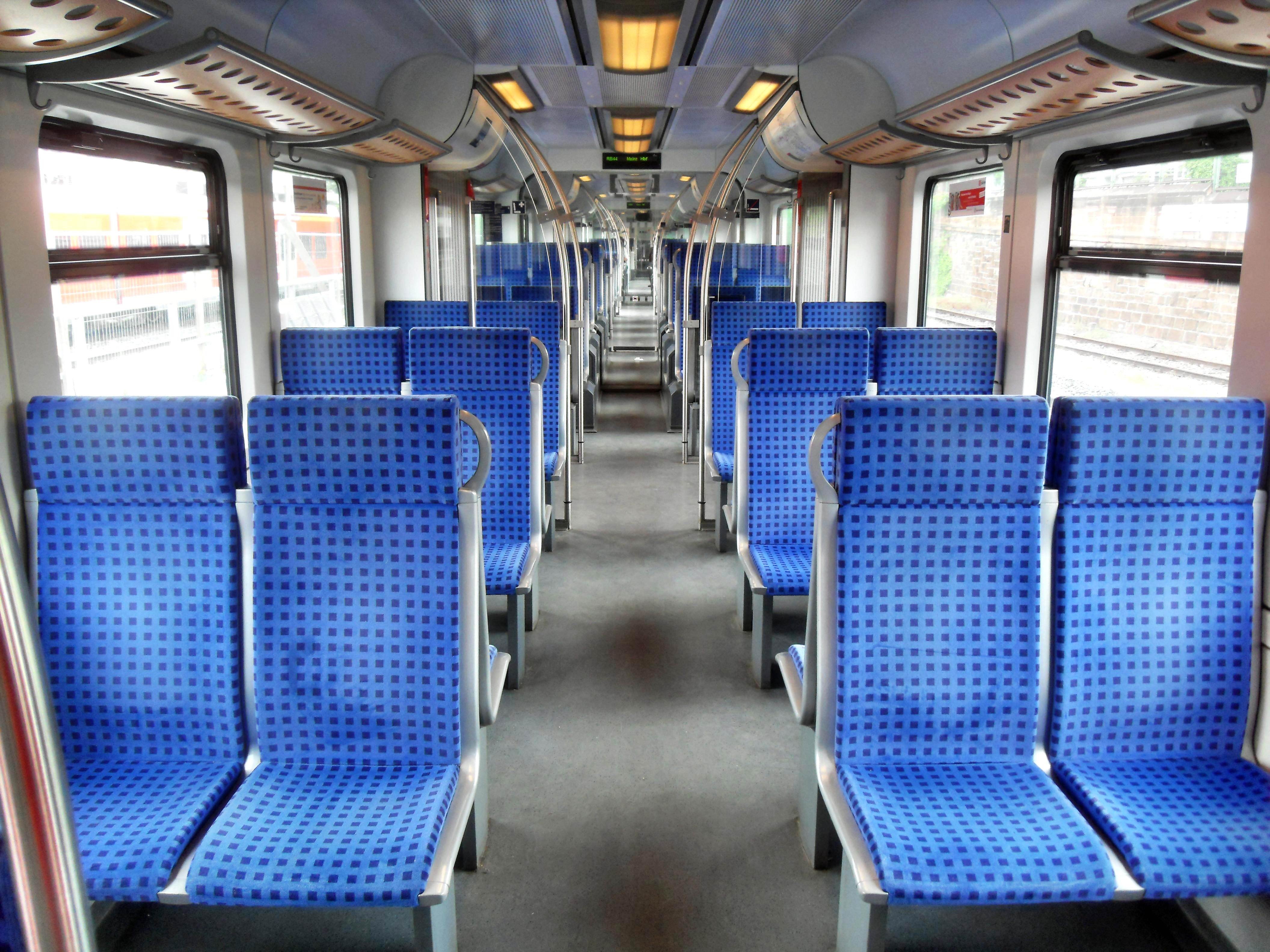
Interiören i en BR 425
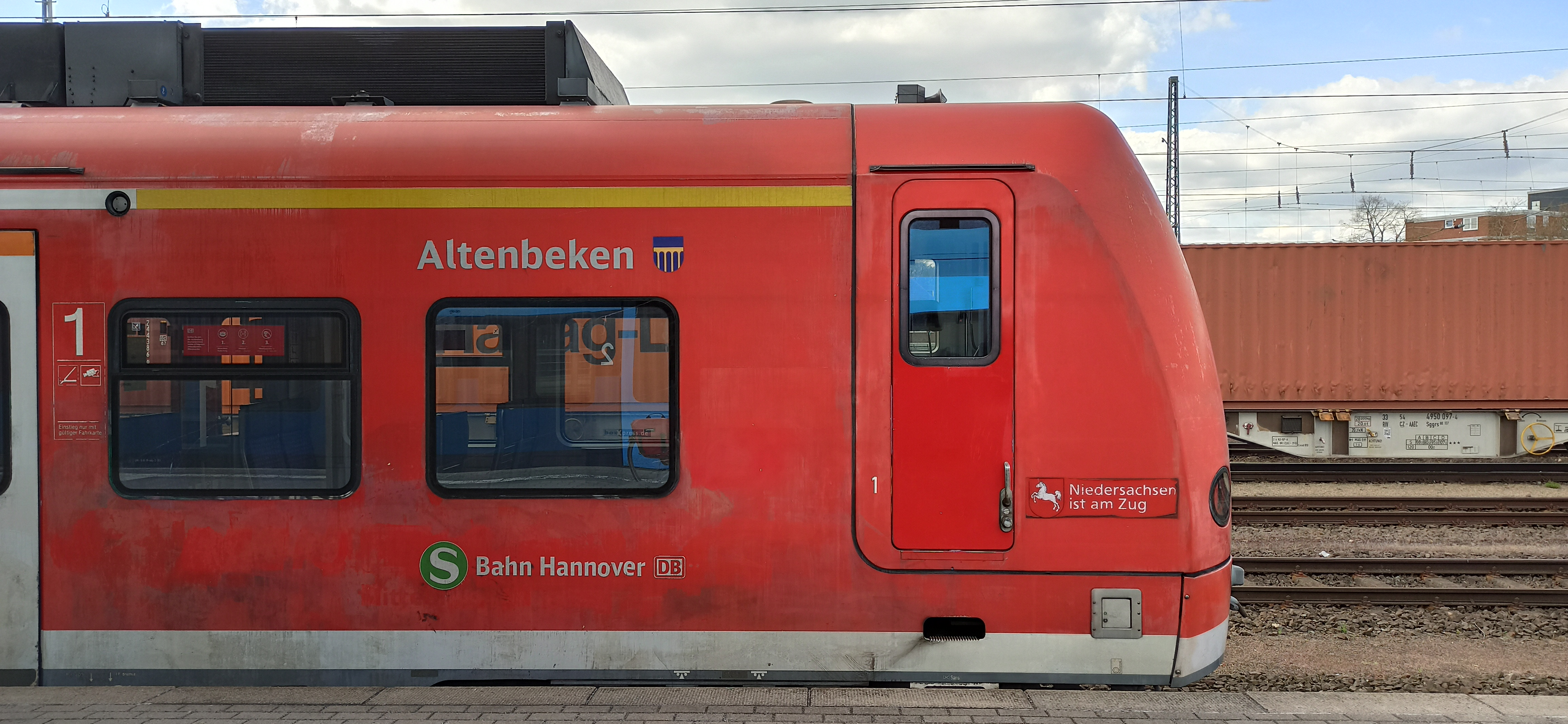
En BR 425 från Hannovers S-bahn